# La'bi
Le la'bi est une langue de l'Adamaoua parlée au Cameroun dans la région du Nord, le département du Mayo-Rey et l'arrondissement de Touboro.
Le la'bi est utilisé lors de rites d'initiation par les Gbaya, les Mboum et quelques Sara-Laka. Selon une étude de 1971, on ne connaît plus de locuteurs en première langue. Le nombre de locuteurs en seconde langue (statut 9) était de 4 400 en 2006. 